# Ел Кариљо (Рајонес)
Ел Кариљо (шп. El Carrillo) насеље је у Мексику у савезној држави Нови Леон у општини Рајонес. Насеље се налази на надморској висини од 1020 м.

## Становништво
Према подацима из 2010. године у насељу је живело 6 становника.

### Хронологија
| Година       | 2000 | 2005        | 2010 |
| ------------ | ---- | ----------- | ---- |
| Становништво | 3    | 20 (8 / 12) | 6    |

### Попис
| # | Индикатор                     | Вредност |
| - | ----------------------------- | -------- |
| 1 | Укупно домаћинстава           | 7        |
| 2 | Укупно насељених домаћинстава | 2        |
| 3 | Величина локације             | 1        |